# Prodidomus aurantiacus
Prodidomus aurantiacus là một loài nhện trong họ Gnaphosidae.
Loài này thuộc chi Prodidomus. Prodidomus aurantiacus được Eugène Simon miêu tả năm 1890.